# Brasão de armas da Jordânia
O brasão de armas da Jordânia foi aprovado em 25 de Agosto de 1934, pelo Conselho Executivo (O Conselho de Ministros, no momento), emitindo a Directiva n.º 558, que declara o Brasão de Armas (em árabe: شعار الأردن), o qual foi concebido em 1921, a pedido de Sua Alteza, o então emir Abdullah I da Jordânia, como o emblema oficial do país e que incluía a sua concepção e desenho específicos. Em 21 de Fevereiro de 1982, o Conselho de Ministros emitiu a notificação oficial N.º 6, que deu explicações por escrito sobre as especificações do emblema oficial do país.